# Manuel Montt
Manuel Francesc Antoni Julià Montt i Torres (Petorca, 4 de setembre de 1809 — Santiago, 21 de setembre de 1880) polític xilè, fou President de la República de Xile entre 1851-1861.
Fill de Lucas Montt i de Mercè Torres, família benestant d'origen català (era besnet de Josep Mont i Ribera, nascut a Sant Pere Pescador, Empordà, el 1672 i mort a Santiago de Xile el 1735). Es quedà orfe de pare al dotze anys. Va començar estudiant a l'Institut Nacional i als 18 anys es va fer inspector d'aquest recinte. Sis anys després va arribar a ser-ne rector.
Estudià Dret, i es va establir com a advocat, als 28 anys va començar a treballar a la Cort Suprema de Justícia, i quatre anys més tard n'esdevé el president. Va treballar per a Manuel Bulnes, de qui va esdevenir la mà dreta i persona de confiança. Per aquest motiu Bulnes el va triar com a successor.
Això causà molèstia en alguns sectors del país, i les ciutats de La Serena i Concepción van alçar les armes el 1851. Però Bulnes personalment va reprimir la revolta, en la batalla de Loncomilla, una de les més sagnants en la història de Xile. Per mor d'això Montt assumeix la presidència. Durant el seu govern succeïx la Qüestió del Sagristà, que provocà que molts conservadors s'allunyessin del govern i es van associar amb els liberals en la fusió Liberal-Conservadora.

## Ministres d'Estat
| Ministerio                           | Nom/Període |
| ------------------------------------ | --- |
| Interior i Afers Exteriors           | Antonio Varas (1851-1856) Francisco Javier Ovalle Bezanilla (1856-1857) Jerónimo Urmeneta García (1857-1860) Antonio Varas (1860-1861)                                                                                  |
| Guerra i Marina                      | José Francisco Gana López (1851-1853) Pedro Nolasco Vidal (1853-1856) José Francisco Gana López (1856-1857) Manuel García (1857-1861)                                                                                   |
| Hisenda                              | Jerónimo Urmeneta (1851-1852) José Guillermo Waddington (1852-1854) José María Berganza (1854-1856) Alejandro Vial (1856-1857) Francisco de Borja Solar (1857-1859) Matías Ovalle (1859) Jovino Novoa Vidal (1859-1861) |
| Justícia, Culte i Instrucció Pública | Fernando Lazcano Mujica (1851-1852) Silvestre Ochagavía Errázuriz (1852-1855) Francisco Javier Ovalle Bezanilla (1855-1856) Waldo Silva (1856-1857) Salvador Sanfuentes (1857) Rafael Sotomayor (1857-1861)             |